# Parabola smochinului care frăgezește

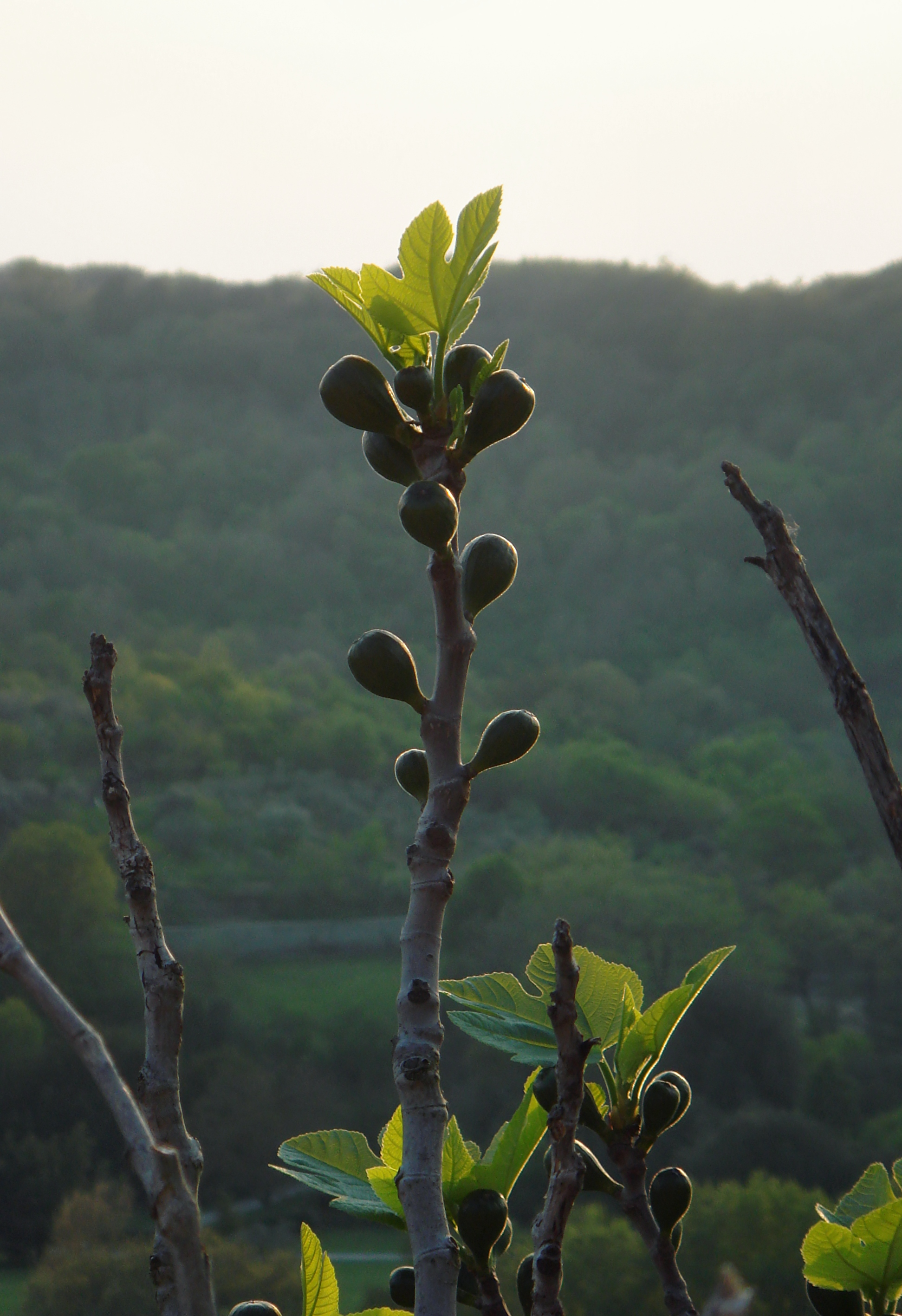
Un smochin înfrunzit

Parabola smochinului care frăgezește este o parabolă spusă de Iisus conform textelor din Evanghelia după Matei 24:32-35, Evanghelia după Marcu 13:28-31, Evanghelia după Luca 21:29-33
A nu se confunda cu Parabola smochinului neroditor.

## Textul
Parabola este următoarea:
| “ | Și le-a spus o pildă: Vedeți smochinul și toți copacii: Când înfrunzesc aceștia, văzându-i, de la voi înșivă știți că vara este aproape. Așa și voi, când veți vedea făcându-se acestea, să știți că aproape este împărăția lui Dumnezeu. Adevărat grăiesc vouă că nu va trece neamul acesta până ce nu vor fi toate acestea. Cerul și pământul vor trece, dar cuvintele Mele nu vor trece. . - Luca 21:29-33 | ” |

| “ | Învățați de la smochin pilda: Când mlădița lui se face fragedă și odrăslește frunze, cunoașteți că vara e aproape. Asemenea și voi, când veți vedea toate acestea, să știți că este aproape, la uși. Adevărat grăiesc vouă că nu va trece neamul acesta, până ce nu vor fi toate acestea. Cerul și pământul vor trece, dar cuvintele Mele nu vor trece. - Matei 24:32-35 | ” |

## Interpretare
Luca prezintă această parabolă ca pe o escatologie creștină a naturii: la fel ca frunzele smochinului, semnele descrise în Luca 21:5-28 (discursul escatologic) indică sosirea Împărăției lui Dumnezeu.

## Vezi și

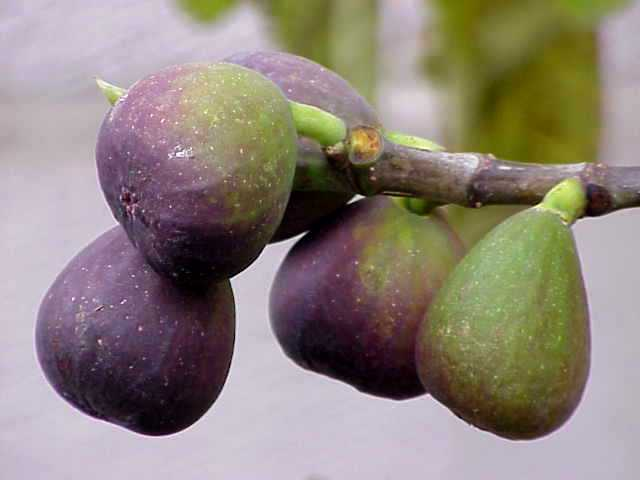
Smochin
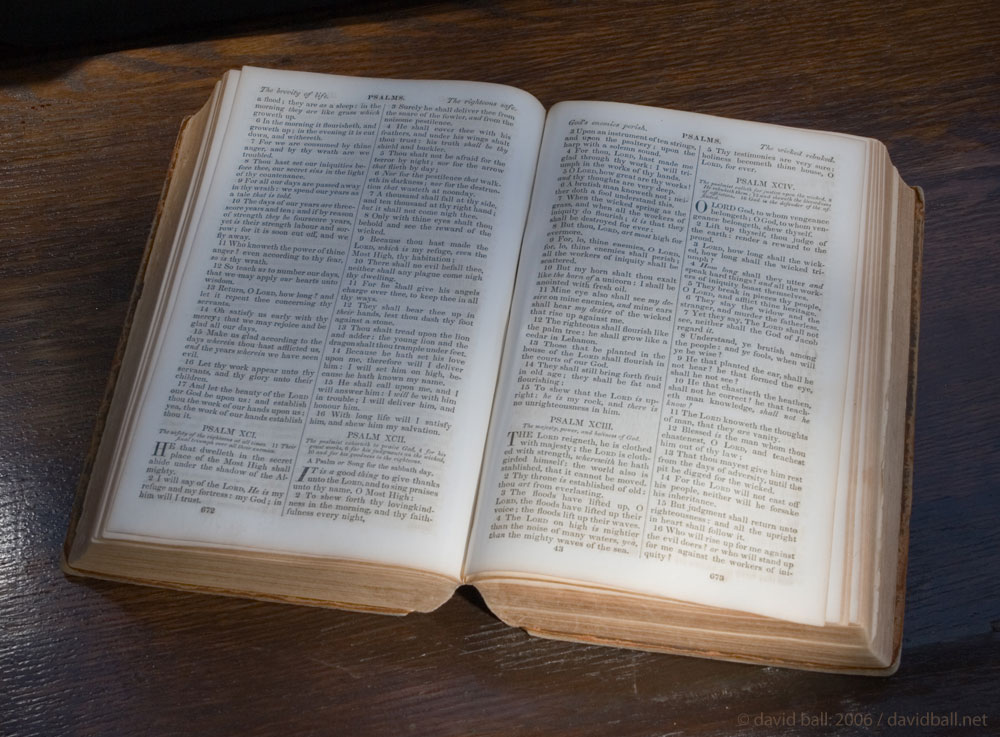
Smochini în Biblie
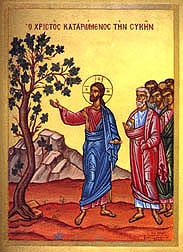
Miracolul smochinului blestemat
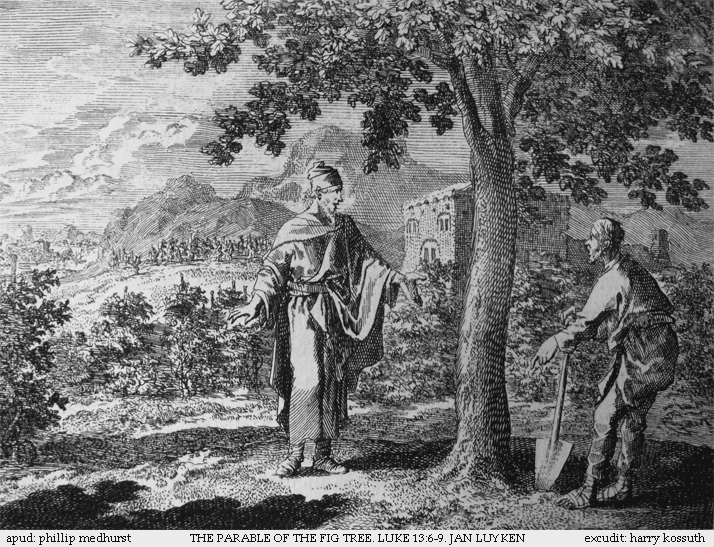
Parabola smochinului neroditor